# Willie Bobo
Willie Bobo, vlastním jménem William Correa, (28. února 1934 – 15. září 1983) byl americký perkusionista. Byl portorického původu a vyrůstal v newyorské čtvrti Spanish Harlem, kde žilo velké množství lidí původem z této oblasti. Na počátku své kariéry spolupracoval například s klavíristou Georgem Shearingem a následně s Calem Tjaderem. Počátkem sedmdesátých let odešel do Los Angeles. Zemřel roku 1983 ve věku 49 let. Během své kariéry spolupracoval s mnoha hudebníky, mezi něž patří například Nat Adderley, Miles Davis, Herbie Mann a Bob Brookmeyer. Jeho synem byl Eric Bobo, člen skupiny Cypress Hill.